# Szare Szeregi

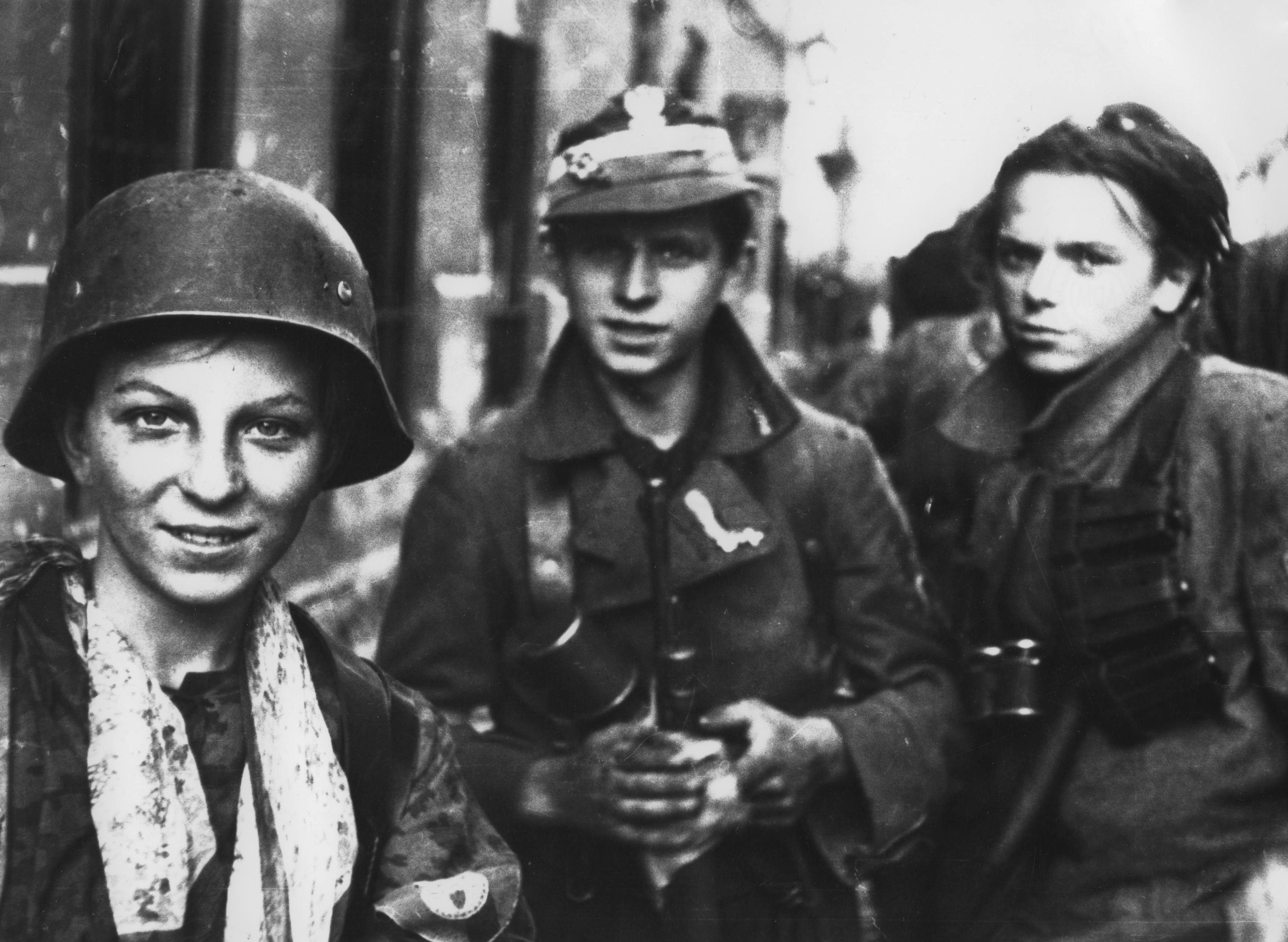
Kämpfer der Szare Szeregi im Warschauer Aufstand

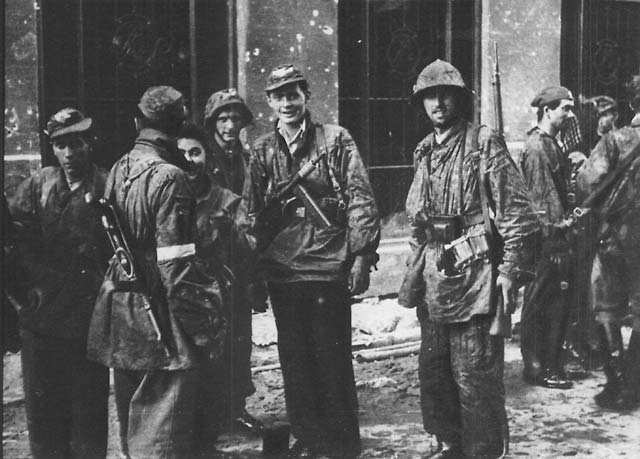
Mitglieder des Bataillons Zośka der Szare Szeregi während des Warschauer Aufstands

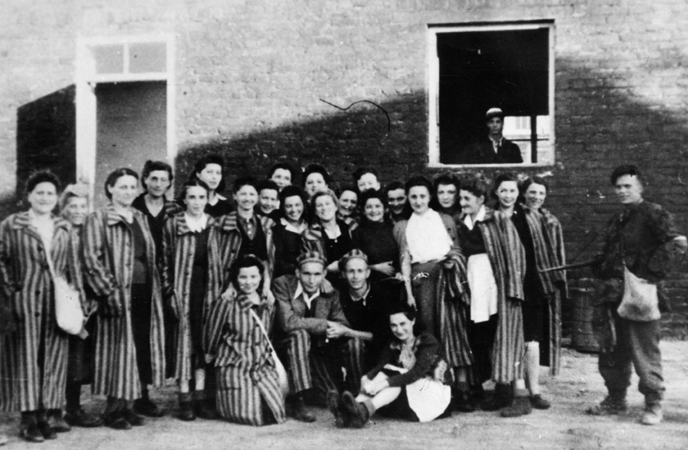
Befreite Juden des KZ Gęsiówka zusammen mit Kämpfern des Bataillons Zośka 1944

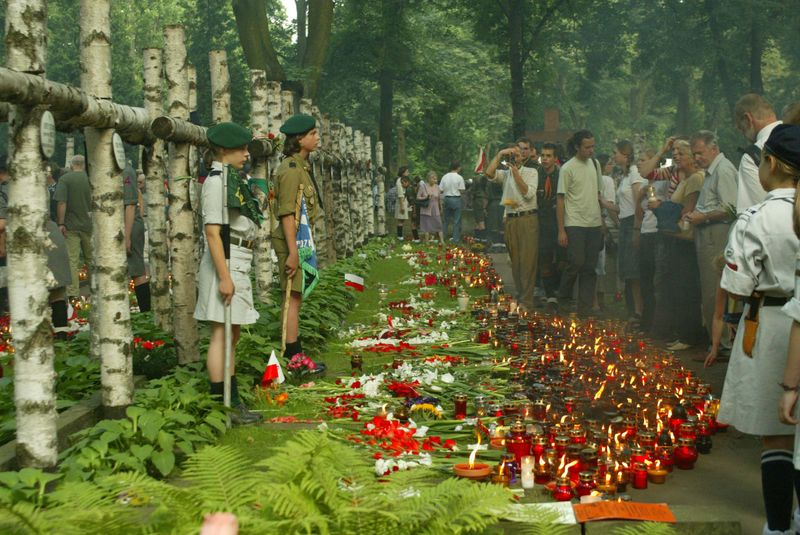
Gräber der Mitglieder von Szare Szeregi auf dem Powązki-Friedhof

Szare Szeregi (deutsch: Graue Reihen) war der Deckname der polnischen Pfadfinderbewegung im Zweiten Weltkrieg. 
Die Organisation wurde am 27. September 1939 in Warschau gegründet. Zu ihrem ersten Befehlshaber wurde Florian Marciniak ernannt. Sie waren der polnischen Exilregierung unterstellt. Ihre Sturmgruppen (Grupy Szturmowe) waren die am besten trainierten Einheiten der polnischen Heimatarmee. Die Einheiten der Szare Szeregi nahmen am Warschauer Aufstand teil.

## Von der Organisation durchgeführte Operationen
- Operation Arsenal (26. März 1943) – Befreiung von Jan Bytnar aus einem Gestapo-Transport
- Operation Schultz (6. Mai 1943) – Hinrichtung des SS-Obersturmführers Herbert Schultz
- Operation Kutschera (1. Februar 1944) – Hinrichtung des SS-Brigadeführers Franz Kutschera
- Operation Lange – Hinrichtung des SS-Rottenführers Ewald Lange
- Operation Bürkl – Hinrichtung des SS-Oberscharführers Franz Bürkl
- Befreiung des Konzentrationslagers Gęsiówka in Warschau (5. August 1944)